# Grimm (seriál)
Grimm je americký fantastický televizní seriál, jehož autory jsou Stephen Carpenter, David Greenwalt a Jim Kouf. Premiérově byl vysílán na stanici NBC v letech 2011–2017, celkem vzniklo 123 dílů v šesti řadách. Seriál je inspirován pohádkami bratří Grimmů. Hlavní postavou je detektiv Nick Burkhardt (David Giuntoli), který je potomkem tzv. Grimmů, kteří bojují s nadpřirozenými silami. Oběti a zločinci z případů, na kterých pracuje, se rekrutují ze světa pohádkových bytostí.

## Příběh
Grimmové jsou strážci, kteří mají za úkol ochraňovat lidi před nadpřirozenými bytostmi, tzv. Weseny. Ti mohou prodělat proměnu (tzv. Woge) a přijmout svoji wesenskou podobu, a tak udržovat rovnováhu mezi oběma světy. Grimmové mohou jejich wesenskou podobu vidět, i když Wesen proměnu dobrovolně neprovedl – stačí, aby prožíval nějaké silné emoce, například strach. Hlavní postavou je detektiv Nick Burckhardt, u kterého se zároveň s příjezdem jeho tety Marie začínají projevovat grimmovské schopnosti. Poté, co jeho teta zemře, začne se svým původem zabývat a za pomoci svého přítele Monroa, prvního Wesena, na kterého narazí, se postupně učí o svém novém „poslání“.

## Obsazení
- David Giuntoli (český dabing: Ondřej Brzobohatý) jako detektiv Nick Burkhardt
- Russell Hornsby (český dabing: Martin Preiss [1.–6. řada], Jiří Krejčí [část 4. a 5. řady]) jako detektiv Hank Griffin
- Bitsie Tulloch (český dabing: Natálie Topinková) jako Juliette Silvertonová (1.–4. řada) a jako Eve (5.–6. řada)
- Silas Weir Mitchell (český dabing: Pavel Tesař [1.–3. řada], Jiří Valšuba [část 3. řady], Ivan Jiřík [4.–6. řada]) jako Monroe
- Sasha Roiz (český dabing: Gustav Bubník) jako kapitán Sean Renard
- Reggie Lee (český dabing: Martin Stránský) jako seržant Drew Wu
- Bree Turner (český dabing: Jitka Moučková [1.–3. řada], Šárka Vondrová [část 3. řady], Petra Hobzová [4.–6. řada]) jako Rosalee Calvertová (2.–6. řada, jako host v 1. řadě)
- Claire Coffee (český dabing: Nikola Votočková [1.–3. řada], Petra Hobzová [část 3. řady], Zuzana Ščerbová [4.–6. řada]) jako Adalind Schadeová (2.–6. řada, jako host v 1. řadě)

## Produkce
Příprava seriálu probíhala od roku 2008. Na jaře 2011 byl natočen pilotní díl a stanice NBC následně oznámila objednání celosezónní řady seriálu Grimm.
Ředitel NBC Robert Greenblatt na začátku roku 2014 uvedl, že šance na objednání 4. řady je poměrně vysoká. Dne 19. března 2014 televize oznámila, že seriál získal čtvrtou sezónu s 22 epizodami. Stejně jako předchozí tři řady probíhala většina natáčení v okolí Portlandu v Oregonu.
V dubnu 2016 ohlásila stanice NBC, že seriál získal šestou řadu, ovšem zkrácenou na 13 dílů. Že půjde o sérii poslední, oznámila NBC v srpnu 2016.

## Vysílání
| Řada | Díly | Premiéra v USA | Premiéra v USA  | Premiéra v ČR  | Premiéra v ČR     |
| Řada | Díly | První díl      | Poslední díl    | První díl      | Poslední díl      |
| ---- | ---- | -------------- | --------------- | -------------- | ----------------- |
| 1    | 22   | 28. října 2011 | 18. května 2012 | 17. září 2012  | 11. února 2013    |
| 2    | 22   | 13. srpna 2012 | 21. května 2013 | 18. února 2013 | 15. července 2013 |
| 3    | 22   | 25. října 2013 | 16. května 2014 | 3. března 2014 | 28. července 2014 |
| 4    | 22   | 24. října 2014 | 15. května 2015 | 2. února 2015  | 29. června 2015   |
| 5    | 22   | 30. října 2015 | 20. května 2016 | 25. dubna 2016 | 19. září 2016     |
| 6    | 13   | 6. ledna 2017  | 31. března 2017 | 8. května 2017 | 31. července 2017 |